# Pepi Litman

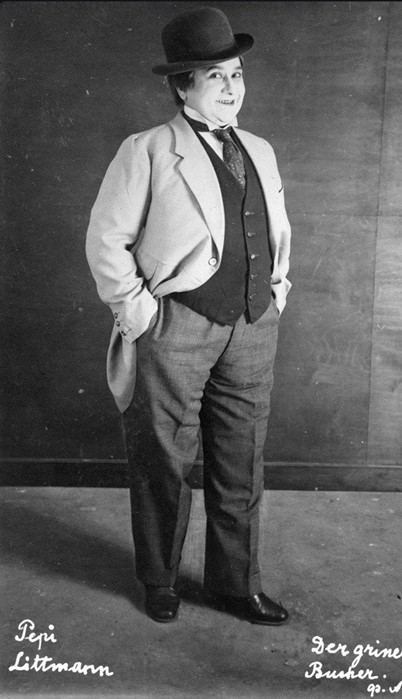
Pepi Litman auf der Bühne (1915)

Pepi Litman (jiddisch פּעפּי ליטמאַן, geboren 1874 als Pescha Kahane in Ternopil, Galizien; gest. am 13. September 1930 in Wien) war eine österreichische jüdische Varieté-Sängerin und weibliche Crossdresserin, die mit der jüdischen Bewegung der Broder-Sänger und dem säkularen, aufklärerischen Theater verbunden war. Litman gilt als eine frühe Vorläuferin von Dragking-Performance.

## Kindheit und Jugend
Pepi Litman wurde als Kind armer jüdischer Eltern in Ternopil, damals eine Stadt in Ostgalizien, geboren. Diese Region war Teil des österreichisch-ungarischen Reiches, in dem Juden relativ frei arbeiten und reisen konnten. Allerdings hatte ein armes jüdisches Mädchen ohne Mitgift im Osteuropa des 19. Jahrhunderts nur sehr begrenzte Aussichten. In der Regel musste sie lebenslang hart arbeiten und ihre Eltern, ihren Ehemann, ihre Kinder und ihre Schwiegereltern unterstützen.
In ihrer Jugend arbeitete Pepi Litman als Dienstmädchen in der Theaterpension der Eltern von Max Badin, einem Vaudeville-Schauspieler, der später in amerikanischen jüdischen Filmen auftrat.

## Karriere
Da sie eine gute Gesangsstimme hatte, schloss Pepi Litman sich bald den umherziehenden jüdischen Varietés an, den Broder-Sängern, benannt nach ihrem Gründer Berl Broder. Sie heiratete den Kapellmeister und Broder-Sänger Jacob Litman (oder Littman), der eine eigene Wandertheatertruppe leitete.
Nach seinem Tod übernahm sie selbst die Truppe und reiste mit ihr durch Russland, Polen, Deutschland, Österreich, Ungarn und Rumänien. Sie traten in Städten, Kleinstädten und Kurbädern, manchmal auch in Gast- oder Privathäusern, auf. Von etwa 1905 bis 1930 gastierte sie in Kurorten wie Marienbad und Karlsbad, in Budapest, Ungarn, im damals polnischen Lemberg, in Odessa (heute Ukraine, zu der Zeit Russland) und vermutlich auch in New York, da Pepi Litman in New York mehrere Schallplatten aufnahm.
Den Broder-Sängern wird zugeschrieben, die früheste Form des säkularen jüdischen Theaters in osteuropäischen Kneipen, Cafés und Weingärten geschaffen zu haben. Ihre Darbietungen kombinierten Elemente des traditionellen rabbinischen Hofnarren, des Badkhn (Badchan; Zeremonienmeister bei Hochzeiten) und des Purimshpil (Purim-Spiel; traditionelles Laien-Feiertagsspiel) mit Crossdressing, Satire und anzüglichen Liedern. Die Broder-Sänger boten nicht nur komödiantische Unterhaltung, sondern sie waren auch beeinflusst von der jüdischen Aufklärung (Haskalah), die sich für Modernisierung, Bildung und Emanzipation der Juden einsetzte. Manche Lieder der Broder-Sänger persiflierten den Chassidismus, andere vertraten die Perspektive der Proste Yidn (einfache Leute) der Arbeiterklasse wie Nachtwächter, Wasserträger, Totengräber, Hausmädchen oder Bettler.
Pepi Litman sang komische wie auch ernste Lieder in einem breiten jiddisch-galizischen Dialekt, manchmal auch in einer eingedeutschten Form des Jiddischen, dem Daytshmerish (Deutschmerisch). Dabei arbeitete sie eng mit dem Broder-Sänger, Schriftsteller und Komponisten Shloyme Pryzament zusammen. Meist trug sie satirische Lieder vor, kostümiert als chassidischer Jude in Dandy-Kleidung. Viele ihrer Lieder wurden auf Schellackplatte aufgezeichnet, in Produktionsorten wie Lemberg, Budapest und New York. Die Schallplatten haben ihren virtuosen Gesangsstil konserviert und gelten als ein wichtiges Dokument des jüdischen Lebens in Osteuropa.
Während des Ersten Weltkriegs trat Litman vor allem in und um Odessa herum auf, wo sie auch in gehobenen literarischen Kreisen eine große Anhängerschaft fand. Oft war sie zu Gast bei dem jüdischen Schriftsteller und Herausgeber David Frischman und bei dem jüdischen Autor Mendele Moicher Sforim.

## Zeitzeugenberichte über Pepi Litmann
Nach zeitgenössischen Berichten in Zalmen Zylbercweigs Leksikon fun Yidishn Teater (Lexikon des jüdischen Theaters) beherrschte Pepi Litman mehrere Sprachen. Sie verkehrte in literarischen jüdischen Kreisen und hielt sich auch auf Reisen weitgehend an die jüdischen Gesetze wie koscher essen und Schabbes-Kerzen anzünden. Jacob Mestel, Mitherausgeber des Leksikon, bezeichnete sie einmal als „eine Chansonette in chassidischen Hosen“. Zylbercweig zitiert aus einem Augenzeugenbericht:
„Gekleidet wie ein Chassid, mit großem Pelzhut über Schläfenlocken, die ihr rundes, volles, weibliches Gesicht umrahmten, in einem weiten, aufgeknöpften Mantel mit kurzen Hosen, weißen Socken und Pumps, mit den Händen ihre Locken drehend, sprang sie wie ein Blitz singend hinter dem Vorhang hervor und riss das Publikum im Parkett ebenso wie auf den Balkons auf der Stelle mit. Chorknaben und Kaufleute, Schneider und Ärzte, Dienstmädchen und Madames, alle stimmten in ihre Lieder ein und sangen mit. ... Pepi Litman hatte eine männliche Stimme, tief und heiser, und wer einmal ihr Yismekhu gehört hatte, konnte es nie vergessen.“
Im Jahr 1910 verfasste der Journalist M. J. Landa eine Rezension über Litmans Auftritt im damals polnischen Lemberg (heute Lwiw in der Ukraine) im Rahmen eines Zydowska Kabaretu (Polnisch für: Jüdisches Kabarett):
„Sie war der Star des Programms. ... Im selben Moment, als sie auf die Bühne trat, gekleidet wie ein galizischer Jugendlicher mit Kippa und Schläfenlocken, verwandelte sich die Atmosphäre des Raums. Er wurde von ihrer Persönlichkeit beherrscht ... Ehrlich gesagt glaube ich nicht, dass ich je eine komische Sängerin mit einer Stimme von größerer Kraft und Reichweite gehört habe. Ich mochte sie lieber als die kultivierte Stimme der Dame im schwarzen Abendkleid, die mit Leichtigkeit und Wirkung Opernlieder singt und anschließend das Publikum zum Kauf ihrer Porträtpostkarten animiert. Pepi Littmanns Stimme ist ein reicher, klarer Mezzo von opernhafter Fülle und Weite, und es gibt Augenblicke, in denen sie richtig fesselnd ist. In anderen Momenten wiederum klingt sie fast rau – dann nämlich, wenn sie mit ihrem Publikum schäkert. Sie scherzt und streitet mit ihren Zuhörern, immer gut gelaunt, und scheint an ihrem Gesang und ihren Sprüchen ebenso viel Freude zu haben wie diese. Sie ist die Verkörperung des fröhlichen Geistes der Juden mitsamt den Elementen von Gefühl und Pathos. Als ich ihr zuhörte, wie sie Shabbos After Table und Kol Yisrael Chaverim sang oder ein amüsantes Liedchen über den Messias, der in einem Automobil wiederkommt, vergaß ich, dass ich in Galizien war – vergaß die schreckliche, deprimierende Armut, von der ich seit einigen Tagen umgeben war.“

## Queerness und jüdische Kultur
Nicht nur für jüdische Frauen galt das Tragen von Männerkleidung in der damaligen Zeit als unakzeptabel und verpönt. Dennoch hat die Verbindung von Queerness und Jüdisch-Sein – zumindest was weiblich-männliche Bühnencharaktere angeht – eine lange Tradition, die von der Drag-Clownin Molly Picon über Pepi Litman bis zu den trans-universellen und transgender-Energien des jüdischen Theaterstücks Der Dibbuk reicht. Schauspielerinnen wie Pepi Litmann trugen dazu bei, „Hosenrollen“ zu popularisieren, in denen Frauen Männer darstellten. Die jüdische Sängerin und Songschreiberin Amanda Miryem-Khaye Seigel, die zum Thema Queerness in der jüdischen Kultur forscht, sagte in einem Vortrag über Pepi Litman:
„Ich sehe sie als wichtig für unsere Zeit an, weil ihr Erbe von Feministinnen, von der LGBT-Gemeinschaft und von jüdischen Theater- und Musikliebhabern reklamiert wird. (...) Wir können Litman als Vorbild betrachten.“

## Tod
Pepi Litman kehrte 1928 nach Wien zurück und reiste weiter nach Karlsbad, Marienbad und nach Polen. Am Ende der Tournee wurde sie jedoch schwer krank und starb nach einem Aufenthalt im Rothschild-Spital in Wien am 13. September 1930. Ihr Begräbnis wurde von der Wiener Jüdischen Künstlervereinigung organisiert und ihr Grab wurde von der Jüdischen Gemeinde gestiftet.